# Mother, Couch
Mother, Couch är en dramakomedifilm från 2023 i regi av Niclas Larsson. Filmen, som är Niclas Larssons långfilmsdebut, är baserad på Jerker Virdborgs roman Mamma i soffa från 2020.
Mother, Couch hade världspremiär den 9 september 2023 på Toronto International Film Festival och hade nordisk premiär den 31 januari 2024 på Göteborg Film Festival. Filmen hade biopremiär i Sverige den 5 juli 2024, utgiven av NonStop Entertainment.

## Handling
Tre mycket olika syskon sammanstrålar i en möbelaffär mitt ute i ingenstans, när deras mor (Ellen Burstyn) vägrar resa sig ur en soffa i butiken. David (Ewan McGregor) försöker handskas med situationen på ett diplomatiskt vis, men upplever att han inte får något stöd från syskonen Gruffudd (Rhys Ifans) och Linda (Lara Flynn Boyle). När gamla familjekonflikter gör sig påminda och dolda sanningar börjar sippra fram, försöker David desperat få ett grepp om situationen, som ter sig allt mer mardrömslik.

## Rollista
- Ewan McGregor – David
- Rhys Ifans – Gruffudd
- Taylor Russell – Bella
- Ellen Burstyn – Mother
- Lake Bell – Anne
- Lara Flynn Boyle – Linda
- Penelope Young – Bree
- F. Murray Abraham – Marcus/Marco

## Om filmen
Filmen spelades in i Charlotte, North Carolina, under 2022.

## Utmärkelser
Mother, Couch erhöll priset "Dragon Award Best Nordic Film" på Göteborg Film Festival 2024.